# Forza Horizon
Forza Horizon é um jogo de corrida exclusivo para o console Xbox 360 e retrocompatível com Xbox One  e Xbox Series X/S com melhorias e resolução 4K. Desenvolvido principalmente pela desenvolvedora britânica Playground Games em associação com a estadunidense Turn 10 Studios, o jogo faz parte da franquia Forza, porém é mais considerado um spin-off ao invés de um membro da série principal. Em 20 de outubro de 2016, o jogo foi removido da loja da Microsoft.

## Jogabilidade
Forza Horizon é um jogo em um festival, chamado Festival Horizon que ocorre no estado do Colorado. O objetivo é progredir no jogo para obter pulseiras por pilotar depressa, destruir propriedade, vencer corridas de pilotagem. Horizon apresenta as físicas de Forza Motorsport 4. O jogo, porém, apresenta características diferentes, tendo uma jogabilidade considerada mais "arcade" em relação ao Forza Motorsport 4. Os jogadores são capazes de dirigir a qualquer lugar que seus carros possam chegar, como campos e planícies, embora muitas estradas usem muretas ou cercas para limitar o jogador.
Vários tipos de corrida estão incluídos, de drift a rally, passando por corridas ponto a ponto. O tráfego da inteligência artificial está presente nas estradas,Forza. Os jogadores também podem desafiar outros pilotos do Festival Horizon que encontrarem para uma corrida um contra um em um local determinado. O local é sempre aleatório e a inteligência artificial tem a capacidade de cortar caminho para tirar vantagem. As corridas ocorrem em tempos diferentes ao longo do ciclo de dia e noite incluído no jogo, incluindo corridas noturnas. O sistema de habilidade está implementado no jogo para que os jogadores ganhem credibilidade nas ruas durante as corridas por dirigirem perigosamente. Atos como drifting, saltos sobre obstáculos e fazer com que o carro fique em duas rodas contribuem para o aumento da credibilidade. Isto pode ser feito em sequência num combo, que por sua vez afeta o dinheiro pago no final da corrida. A credibilidade também afeta o nível de popularidade do jogador no jogo. Conforme a popularidade do jogador aumenta, novos eventos especiais chamados de Eventos de Armação são desbloqueados, tais como corridas contra balões e aviões.hh
As armadilhas de velocidade estão presentes no jogo e os jogadores podem desafiar entre si pela velocidade máxima de uma área. As câmeras gravam os tempos do jogador, que pode depois ser compartilhados entre os rivais. Estes rivais podem então tentar quebrar o tempo compartilhado. Um modo de foto também está incluído. Além das corridas, os jogadores podem procurar carros em celeiros que estão abandonados por muito tempo, para restaurá-los, e adiciona-los a sua garagem.

## Desenvolvimento
Forza Horizon foi desenvoldido pela britânica Playground Games, que é composta por funcionários que trabalharam formalmente em vários estúdios renomados nos primeiros títulos de séries de corrida como Project Gotham Racing, Driver, Colin McRae: Dirt, Colin McRae Rally, Race Driver: Grid e Burnout. Quando questionado sobre a participação da Playground Games, Dan Greenawalt, chefe da Turn 10 Studios, disse, "Não confiaria nessa parceria tanto quanto eu confio se eu não esperasse que eles surpreendessem a mim e aos nossos jogadores. Tenho respeito por sua capacidade de vir com grandes ideias. Então eu acho que sim, estão sendo desafiados pelos consumidores da mesma forma que iremos surpreendê-los com inovação. É assim que eles se veem, é assim que os vemos, é como eles nos veem. É de fato uma meta compartilhada."
O desenvolvimento do ambiente começou com uma pesquisa em quase 30 locais do mundo real. Após a pesquisa inicial, o diretor criativo Ralph Fulton declarou que havia "um único vencedor", Colorado, nos Estados Unidos. Foram feitas viagens ao estado para tiragem de fotos e mais de 50 mil foram feitas para referência. O objetivo, declarou Fulton, era  "construir a nossa visão própria do Colorado". O design inicial do mundo começou com um layout 2D e depois evoluiu para múltiplas áreas criadas com modelos 3D. O jogo apresenta vários tipos de paisagens, incluindo estradas de montanhas cobertas de neve, planícies, colinas e uma área inspirada no Red Rocks Park do Colorado. Tudo isto está apresentado de forma fictícia juntamente com o local do Festival Horizon no jogo. Os desenvolvedores afirmaram que encontrar meios de transição entre estas áreas foi um dos maiores desafios. A flora e a fauna também são visíveis no jogo para aumentar o realismo e a profundidade.

## Recepção
A versão do Xbox 360 teve recepção positiva pela critica com 85% no Metacritic baseado nas notas de 83 críticos. E neste mesmo site teve nota 8,5 pela recepção do publico
A IGN foi positivo dando 9/10 ao game dizendo que "A franquia de corrida com a classificação mais alta desta geração é lançada na estrada, e o resultado é surpreendente". A Eurogamer também deu 9,0/10 e completou dizendo que "Ainda não é muito legal, mas sua deliciosa sensação sensorial supera qualquer resistência: o cenário arrebatador, o manuseio tátil, os escapamentos guturais, as emoções insistentes da trilha sonora de Rob da Bank. Forza Horizon é um jogo grande e emocionante que finalmente reúne entusiastas de carros com as estradas abertas realistas que eles desejam". A GameSpot diz que apesar de alguns problemas a sua ambição e roteiro desajustado mais do que compensam essas falhas.
O Brasileiro Voxel elogiou o jogo o dando 93/100 mas criticou o mal renderizamento dos humanos do jogo.

## Carros
Abaixo a lista com todos os carros presentes no jogo, incluindo as DLCs.
 Abarth
- 2010 Abarth 500 esseesse
- 1968 Abarth 595 esseesse

 Alfa Romeo
- 2007 Alfa Romeo 8C Competizione
- 2012 Alfa Romeo 8C Spyder (October Car Pack)
- 2011 Alfa Romeo TZ3 Stradale Zagato (April Top Gear Car Pack)

 AMC
- 1971 AMC Javelin-AMX (December IGN Car Pack)

 Ascari
- 2012 Ascari KZ1R

 Aston Martin
- 2011 Aston Martin V12 Vantage
- 2010 Aston Martin One-77
- 2012 Aston Martin Virage
- 2008 Aston Martin DBS (December IGN Car Pack)
- 2012 Aston Martin Vanquish (April Top Gear Car Pack)
- 1958 Aston Martin DBR1 (Carro de celeiro)
- 1965 Aston Martin DB5 (Carro de celeiro)

 Audi
- 2006 Audi RS 4
- 2010 Audi TT RS Coupé
- 1983 Audi Sport Quattro
- 2012 Audi R8 GT Spyder
- 2011 Audi R8 GT
- 2013 Audi RS4 Avant (March Meguiar's Car Pack)

 BMW
- 2013 BMW M6 Coupé
- 1973 BMW 2002 Turbo
- 2012 BMW M5
- 2012 BMW Z4 sDrive28i
- 2011 BMW 1 Series M Coupé
- 2008 BMW M3
- 1991 BMW M3
- 2010 BMW M3 GTS (November Bondurant Car Pack)
- 2013 BMW M135i (March Meguiar's Car Pack)
- 2002 BMW M3-GTR (April Top Gear Car Pack)
- 1981 BMW M1 (Carro de celeiro)

 Bentley
- 2012 Bentley Continental GT

 Bowler
- 2012 Bowler EXR S (April Top Gear Car Pack)

 Bugatti
- 2011 Bugatti Veyron Super Sport
- 1992 Bugatti EB110 SS (Carro de celeiro)

 Cadillac
- 2011 Cadillac CTS-V Coupé
- 2012 Cadillac Escalade ESV (January Recaro Car Pack)

 Chevrolet
- 1967 Chevrolet Corvette Stingray 427
- 2012 Chevrolet Camaro ZL1
- 1964 Chevrolet Impala SS 409
- 2009 Chevrolet Corvette ZR1
- 1969 Chevrolet Camaro SS Coupé
- 2010 Chevrolet Corvette Grand Sport
- 1957 Chevrolet Bel Air (October Car Pack)

 Citroën
- 2011 Citroën DS3 Racing

 Dodge
- 2012 Dodge Challenger SRT-8 392
- 2012 Dodge Charger SRT-8
- 1969 Dodge Charger R/T

 Eagle
- 2012 Eagle Speedster

 Ferrari
- 2002 Ferrari Enzo Ferrari
- 1987 Ferrari F40
- 1989 Ferrari F40 Competizione
- 2011 Ferrari 458 Spider
- 2005 Ferrari FXX
- 2009 Ferrari California
- 1995 Ferrari F50
- 1962 Ferrari 250 GTO
- 2010 Ferrari 599xx
- 2012 Ferrari 599xx Evoluzione (October Car Pack)
- 2012 Ferrari F12 Berlinetta (December IGN Car Pack)
- 2011 Ferrari FF
- 2010 Ferrari 458 Italia
- 1957 Ferrari 250 California
- 2007 Ferrari 430 Scuderia
- 1995 Ferrari F355 Challenge
- 1996 Ferrari F50 GT
- 1984 Ferrari GTO
- 2003 Ferrari Challenge Stradale (March Meguiar's Car Pack)
- 1957 Ferrari 250 Testa Rossa (Carro de celeiro)

 Ford
- 1987 Ford Sierra RS500 Cosworth
- 2005 Ford GT
- 2013 Ford Focus ST
- 2011 Ford F-150 SVT Raptor
- 2011 Ford F-150 SVT Raptor Halo Edition (December IGN Car Pack)
- 2013 Ford Mustang Boss 302 (October Car Pack)
- 1970 Ford Mustang Boss 429
- 1995 Ford Mustang Cobra R (January Recaro Car Pack)
- 1966 Ford GT40 MkII
- 2006 Ford GTX5 (December IGN Car Pack)
- 2013 Ford Shelby GT500
- 1985 Ford RS200 Evolution
- 2010 Ford Focus RS500
- 2007 Ford SVT Focus (Forza Horizon Rally Expansion Pack)
- 1992 Ford Escort RS Cosworth (Forza Horizon Rally Expansion Pack)
- 2011 Ford Transit SuperSportVan (April Top Gear Car Pack)

 GMC
- 1983 GMC Vandura G-1500 (January Recaro Car Pack)

 Gumpert
- 2009 Gumpert Apollo S
- 2012 Gumpert Apollo Enraged (October Car Pack)

 Hennessey
- 2012 Hennessey Venom GT

 Honda
- 2002 Honda Integra Type-R
- 2005 Honda NSX-R
- 2003 Honda S2000
- 2004 Honda Civic Type-R

 Hummer
- 2006 Hummer H1 Alpha Open Top (December IGN Car Pack)

 Hyundai
- 2013 Hyundai Genesis Coupé

 Infiniti
- 2012 Infiniti IPL G Coupé

 Jaguar
- 2012 Jaguar XKR-S
- 1961 Jaguar E-type S1
- 1956 Jaguar D-Type (Carro de celeiro)

 Jeep
- 2012 Jeep Grand Cherokee SRT8
- 2012 Jeep Wrangler Rubicon (November Bondurant Car Pack)

 Koenigsegg
- 2009 Koenigsegg CCX-R Edition
- 2011 Koenigsegg Agera

 Lamborghini
- 2011 Lamborghini Sesto Elemento
- 1997 Lamborghini Diablo SV
- 1988 Lamborghini Countach LP5000 QV
- 2009 Lamborghini Reventón Roadster
- 2011 Lamborghini Gallardo LP570-4 Superleggera
- 2012 Lamborghini Gallardo LP570-4 Spyder Performante (November Bondurant Car Pack)
- 2012 Lamborghini Aventador LP700-4
- 2012 Lamborghini Aventador J (October Car Pack)
- 2010 Lamborghini Murciélago LP670-4 SV
- 1967 Lamborghini Miura P400

 Lancia
- 1974 Lancia Stratos HF Stradale
- 1992 Lancia Delta Integrale EVO
- 1986 Lancia Delta S4
- 1982 Lancia 037 Stradale (Forza Horizon Rally Expansion Pack)

 Land Rover
- 2012 Land Rover Range Rover Supercharged

 Lexus
- 2010 Lexus LF-A
- 2012 Lexus LF-A Nurbrugring Edition (January Recaro Car Pack)
- 2009 Lexus IS-F

 Lotus
- 2009 Lotus 2-Eleven
- 2006 Lotus Exige Cup 240
- 2012 Lotus Exige S (January Recaro Car Pack)
- 2011 Lotus Evora S

 MINI
- 2011 MINI Cooper S
- 1965 MINI Cooper S

 Maserati
- 2008 Maserati MC12 Versione Corse
- 2010 Maserati GranTurismo S

 Mazda
- 1997 Mazda RX-7
- 2004 Mazda RX-8 Mazdaspeed
- 1994 Mazda MX-5 Miata

 Mclaren
- 2011 McLaren MP4-12C
- 1997 McLaren F1 GT
- 1997 McLaren F1 (December IGN Car Pack)

 Mercedes-Benz
- 2012 Mercedes-Benz C63 AMG Black Series
- 2012 Mercedes-Benz S65 AMG
- 2009 Mercedes-Benz SL65 AMG Black Series
- 2011 Mercedes-Benz SLS AMG
- 2009 Mercedes-Benz ML63 AMG
- 2005 Mercedes-Benz SLR McLaren (January Recaro Car Pack)
- 2012 Mercedes-Benz G65 AMG (March Meguiar's Car Pack)
- 1998 Mercedes-Benz AMG Mercedes CLK GTR (April Top Gear Car Pack)
- 1954 Mercedes-Benz 300SL Gullwing Coupe (Carro de celeiro)

 Mitsubishi
- 1999 Mitsubishi Lancer Evolution VI GSR
- 2008 Mitsubishi Lancer Evolution X GSR
- 2004 Mitsubishi Lancer Evolution VIII MR (Forza Horizon Rally Expansion Pack)

 Nissan
- 2010 Nissan 370Z
- 2002 Nissan Skyline GT-R V-Spec II
- 2000 Nissan Silvia Spec-R
- 2012 Nissan GT-R Black Edition
- 1971 Nissan Skyline 2000GT-R
- 1969 Nissan Fairlady Z 432
- 1993 Nissan 240SX SE (November Bondurant Car Pack)
- 1998 Nissan R390 (March Meguiar's Car Pack)

 Noble
- 2010 Noble M600

 Pagani
- 2012 Pagani Huayra
- 2010 Pagani Zonda R
- 2009 Pagani Zonda Cinque Roadster

 Peugeot
- 1984 Peugeot 205 T16
- 2004 Peugeot 206 RC (March Meguiar's Car Pack)

 Plymouth
- 1971 Plymouth Cuda 426 HEMI (Carro de celeiro)

 Pontiac
- 1969 Pontiac GTO Judge
- 1977 Pontiac Firebird Trans Am

 RUF
- 2011 RUF Rt 12 R
- 2011 RUF RGT-8
- 1987 RUF CTR Yellowbird

 Radical
- 2011 Radical SR8 RX

 SSC
- 2010 SSC Ultimate Aero

 Saleen
- 2004 Saleen S7

 Scion
- 2013 Scion FR-S

 Shelby
- 2012 Shelby 1000 (November Bondurant Car Pack)
- 1965 Shelby Cobra 427 S/C (November Bondurant Car Pack)
- 1965 Shelby Cobra Daytona Coupé (Carro de celeiro)

 Subaru
- 2011 Subaru Impreza WRX STi
- 1998 Subaru Impreza 22B STi
- 2005 Subaru Impreza WRX STi (Forza Horizon Rally Expansion Pack)

 TVR
- 2005 TVR Sagaris

 Toyota
- 1992 Toyota Celtica GT-Four RC ST185 (Forza Horizon Rally Expansion Pack)
- 1998 Toyota Supra RZ
- 1985 Toyota Sprinter Trueno GT Apex

 Ultima
- 2012 Ultima GTR

 Viper
- 2013 Viper GTS
- 2010 Viper SRT10 ACR-X

 Volkswagen
- 1967 Volkswagen Beetle
- 2011 Volkswagen Scirocco R
- 1992 Volkswagen Golf GTi 16v Mk2
- 1984 Volkswagen Rabbit GTI
- 1995 Volkswagen Corrado VR6
- 2010 Volkswagen Golf R